# Millers Falls (Massachusetts)
Millers Falls es un lugar designado por el censo ubicado en el condado de Franklin en el estado estadounidense de Massachusetts. En el Censo de 2010 tenía una población de 1.139 habitantes y una densidad poblacional de 458,57 personas por km².

## Geografía
Millers Falls se encuentra ubicado en las coordenadas 42°34′45″N 72°29′34″O / 42.57917, -72.49278. Según la Oficina del Censo de los Estados Unidos, Millers Falls tiene una superficie total de 2.48 km², de la cual 2.37 km² corresponden a tierra firme y (4.69%) 0.12 km² es agua.

## Demografía
Según el censo de 2010, había 1.139 personas residiendo en Millers Falls. La densidad de población era de 458,57 hab./km². De los 1.139 habitantes, Millers Falls estaba compuesto por el 96.31% blancos, el 0.44% eran afroamericanos, el 0.61% eran amerindios, el 0.44% eran asiáticos, el 0% eran isleños del Pacífico, el 0.7% eran de otras razas y el 1.49% pertenecían a dos o más razas. Del total de la población el 2.02% eran hispanos o latinos de cualquier raza.